# Departamento de Tacna
Tacna es uno de los veinticinco departamentos que conforman la República del Perú. Su capital y ciudad más poblada es la homónima Tacna. Se ubica en el extremo sur del país, limitando por el noroeste con el departamento de Moquegua, por el noreste con el departamento de Puno, por el este con Bolivia, por el sureste con Chile y por el suroeste con el océano Pacífico. Con 16 076 km², es el cuarto departamento menos extenso, por delante de Moquegua, Lambayeque y Tumbes, el menos extenso. La región se creó el 25 de junio de 1875.
Comprende en las dos terceras partes de su espacio una de las porciones más áridas del desierto costero surcados por estrechos ríos; y el tercio restante corresponde a la puna andina, una porción elevada de la agreste cordillera de los Andes al sur de la meseta del Collao.
Fue poblada por cazadores-recolectores a inicios del Holoceno y su cultura se vio influida por los pueblos altiplánicos. Durante la colonia, su población estuvo inmersa dentro del proceso de mestizaje. En el siglo XIX, en esta región sucedieron varios alzamientos secesionistas previos a la Independencia del Perú. Tras la guerra del Pacífico, fue administrada en su mayor parte por Chile (Provincia chilena de Tacna), Tarata hasta el 1 de septiembre de 1925 y el resto hasta el 28 de agosto de 1929 debido al Tratado de Lima. La actual provincia de Jorge Basadre y Candarave, al norte del río Sama siguió siendo administrado por Perú después de la guerra del Pacífico.
Más de las siete octavas partes de la población tacneña reside en la capital regional. La cultura tradicional tiene un importante sustrato cultural aimara, especialmente en las zonas altoandinas, y criolla. La resistencia a la chilenización en la posguerra ha sido parte importante de la identidad de la región.

## Historia

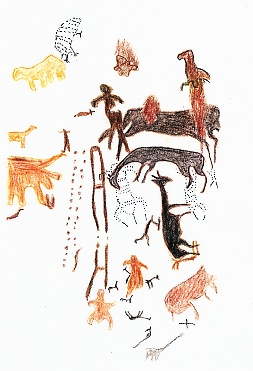
Reproducción a lápiz de una parte de los dibujos en las cuevas de Toquepala.

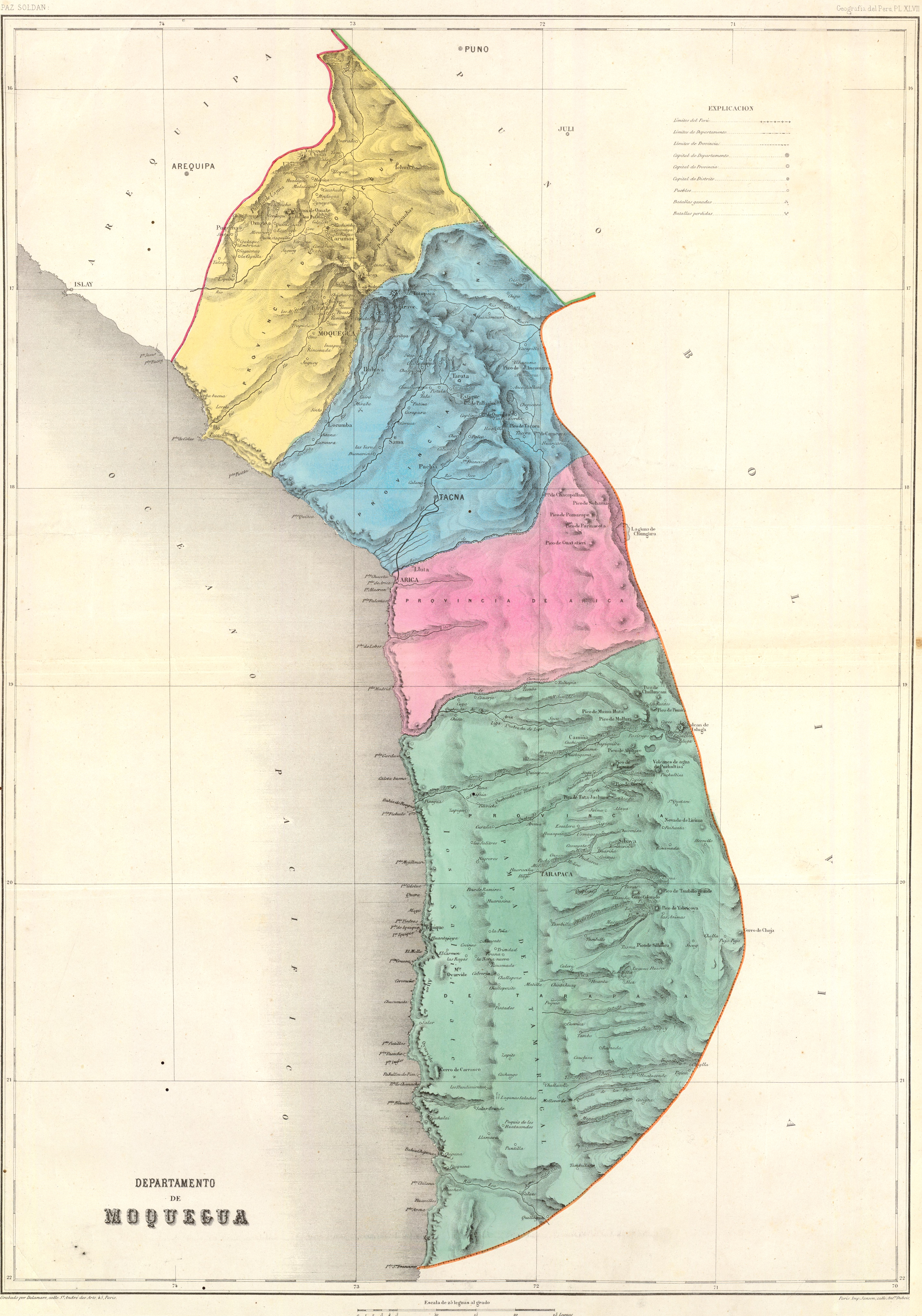
Mapa del antiguo Departamento de Moquegua, hacia 1865. Estaba integrado por las provincias de Moquegua, Tacna (señalada en color celeste), Arica, y Tarapacá. La capital fue la ciudad de Tacna.

### Época precolombina
Los primeros grupos humanos que poblaron esta región fueron recolectores y cazadores de guanacos, vicuña y cuyes silvestres. En las cuevas de Toquepala aún quedan vestigios de sus pinturas rupestres, en donde se refugiaban hacia el 9000 a. C.[cita requerida] Después la zona fue habitada por etnias provenientes de la meseta del Collao.

### Época colonial
El primer conquistador por estas tierras fue Diego de Almagro que retornó derrotado de su recorrido del Reino de Chile. Acompañaban a Diego de Almagro de regreso al Cuzco dos evangelizadores llamados fray Antonio Rendón Sarmiento y fray Francisco Ruiz Castellano quienes en su recorrido fueron bautizando los poblados fundados con la primera misa otorgándoles el nombre del santoral de la fecha, así: Pica fue el día de San Andrés, a Tarapacá el día de San Lorenzo, Arica el día de San Marcos, Azapa el día de San Miguel, Tacna el día de San Pedro, Tarata el día de San Benito. El segundo conquistador fue Pedro de Valdivia quien organizó campamentos en Arequipa, Tacna y Tarapacá antes de iniciar su recorrido hacia el sur del continente.
En 1565 el virrey Lope García de Castro creó el Corregimiento de San Marcos de Arica y del cual el pueblo de San Pedro de Takana formaba parte, siendo la autoridad principal el teniente corregidor.
Fue Pedro Pizarro quien sofocó la rebelión de Manco II en 1536 en las regiones de Chucuito, Moquegua, Tacna y Taparacá. Luego, se le entregarían al mismo Pedro Pizarro las encomiendas de Tacna y Arica mientras que la encomienda de Tarapacá a Lucas Martínez Vegazo. Por otro lado, en 1573 debemos mencionar que el virrey Toledo encarga al licenciado Juan Maldonado de Buendía establecer una Reducción de Indígenas en el pueblo de Takana - Perú.
En 1607 se tiene conocimiento que el teniente de corregidor es Don Juan de Frías. Entre 1607 y 1612, se denomina al pueblo del valle del Caplina como San Pedro de Takana o Tacana, siendo el cacique principal de pueblo Pedro Quea. Los conquistadores modificaron el nombre primitivo de Takana por Tacna. Tacna era un caserío de nativos y mitimaes.
El papa Paulo V, a pedido del rey de España, mediante la bula del 20 de julio de 1609, autoriza la creación del obispado de Arequipa, segregándolo del obispado del Cuzco.
El virrey Juan de Mendoza y Luna, marqués de Montesclaros, por auto del 17 de octubre de 1613 y encargo del papa Paulo V y el rey Felipe III, hizo la división eclesiástica y política de Arequipa. Allí se establece que la demarcación de la nueva diócesis, integrada por 7 corregimientos: Arequipa, Collaguas, Condesuyos, Camaná, Vitor, Carumas-Ubinas y Valle de Moquegua y Arica con la provincia de Tarapacá. Dentro del corregimiento de San Marcos de Arica, quedó incluido la parroquia de San Pedro de Tacna, a cargo de una cura y otras parroquias como Tarata, Sama, Ilabaya, Putina y Locumba.
El auto del virrey Juan de Mendoza y Luna, de fecha 17 de octubre de 1613, establece la creación de San Pedro de Tacna como parroquia, intervino en la ejecución del mandato del virrey, el Deán de la iglesia de Arequipa, don Pedro Ordaz de León.[3] [4] El primer párroco fue Pedro Téllez, quien hizo levantar el primer templo. Siguen como párrocos: Pedro Manrique, Luis Arias y Diego Armenta. El quinto párroco, Melchor Méndez, hizo levantar un nuevo el templo dedicado a San Pedro apóstol en 1679.
Hacia 1777 el corregimiento de Arica estaba integrado por Ilo, Tacna, Arica, Iquique, Pica, Ilabaya, Tarata, Codpa.
Bandera de Tacna enarbolada por el almirante Guillermo Miller en 1821.
Plano de la ciudad de Tacna en 1861En noviembre de 1780, la rebelión de Túpac Amaru II se extendió por todo el sur del Perú incluyendo la región andina de Tacna, bajo el mando del indígena de Calacoto Juan Buitrón y su grupo de insurrectos recorrieron Tarata, Candarave, Codpa y Tarapacá.
En 1787, Por real cédula de Carlos III, fueron suprimidos los corregimientos en el Virreinato del Perú con el fin de evitar los abusos que los corregidores cometían con los nativos. El corregimiento de Arica había durado 222 años. El primer corregidor fue Francisco Rodríguez Almeida, y el último, Fernando Inclán y Valdez.
Con la nueva demarcación política y sobre la base de los obispados, se crearon las intendencias, que se subdividieron en partidos. Dentro de la Intendencia de Arequipa se consideró el partido de Arica, siendo la primera autoridad el subdelegado. Tacna y pueblos aledaños quedaron incluidos en el partido de Arica, cuya capital era la ciudad de San Marcos de Arica.
Con motivo de las incursiones de piratas, de maremotos, de fiebres palúdicas en el puerto de Arica, las Cajas Reales y el subdelegado de Arica se trasladaron al pueblo de Tacna. Las autoridades virreinales preferían trasladarse a caballo, de Tacna a Arica, recorriendo por camino de herradura las diez leguas de distancia aproximadamente, entre ambos lugares.
El 20 de junio de 1811, Francisco Antonio de Zela, se levantó en armas contra la administración española y tomó los cuarteles virreinales de Tacna autonombrándose Comandante Militar de la Unión Americana, designando al curaca Toribio Ara, jefe de la división de caballería. La rebelión fue desmantelada luego de conocerse la derrota de los argentinos dirigidos por Castelli en la batalla de Guaqui cerca al lago Titicaca, siendo tomado preso Zela y desterrado a Panamá.
Con la constitución aprobada y jurada por las Cortes de Cádiz en 1812, se dispuso la elección de ayuntamiento en América.
El 4 de julio de 1813, se eligen a la junta electoral integrada por 17 personas en la casa parroquial de Tacna. El domingo 11 de julio de 1813, reunidos en la casa del gobernador teniente coronel Antonio de Rivero la junta eligió al primer ayuntamiento de Tacna y fueron: Manuel Calderón de la Barca (Alcalde primero), Nicolas Buteler (Alcalde segundo), Manuel Vicente Belaunde, Pedro Alejandrino Barrios, Cipriano de Castro, Alejo Bustios, Mariano Coronel Zegarra, Bonifacio Quelopana, Sebastian Romero (Regidores), Toribio Ara (Cacique y gobernador de naturales), José Barrios y Hurtado (Síndico Primero), Juan Flores (Síndico Segundo).
El 3 de octubre de 1813 el tacneño Juan Pallardelli fue emisario de Manuel Belgrano coordinando el alzamiento de Enrique Pallardelli en Tacna y de Enrique Peñaranda en Tarapacá. Sería en la batalla de Camiara donde el realista José Gabriel de Santiago derrotaría a los independentistas que huyeron al Alto Perú. En el movimiento de Pallardelli participa el alcalde Calderón de la Barca y José Gómez.
En 1814 las huestes indepentistas de Mateo Pumacahua llegan hasta las proximidades de Tacna. El subdelegado virreinal Moscoso, se retira hacia el puerto de Ilo.
En 1821 desembarcó en Arica parte del ejército independentista al mando de Guillermo Miller, organizando una fuerza militar compuesta por patriotas de Moquegua, Tacna y Arica. El 14 de mayo de 1821 ingresó a Tacna donde dos regimientos realistas se les unieron denominándose la fuerza "Los independientes de Tacna".
El 28 de julio de 1821 José de San Martín declaró la independencia del Perú.
El 17 de junio de 1823 desembarcaron en Arica las fuerzas patriotas al mando de los generales Agustín Gamarra y Andrés de Santa Cruz.

### Época republicana
Antes de la guerra del Pacífico el Departamento de Tacna tenía la siguiente división territorial:
- La provincia de Tacna con su capital la ciudad de Tacna
  - Los distritos eran Tacna, Pachía, Calana, Sama, Locumba e Ilabaya.
- La Provincia de Arica con su capital la ciudad de Arica
  - Los distritos eran Arica, Codpa, Livilcar, Lluta, Socoroma.
- La provincia de Tarata con su capital la ciudad de Tarata
  - Los distritos eran Tarata, Estique, Tarucachi, Ticaco, Candarave.

### Ocupación y administración chilena

Mapa explicando la controversia entre Chile y Perú por los territorios de Tacna y Arica y su posterior solución.

Durante la guerra del Pacífico los tacneños y ariqueños participaron en el frente de batalla. Tras la Batalla de Tacna en el Alto de la Alianza en 1880, la región fue administrada por Chile durante 45 años, siendo objeto, junto con Arica y Tarapacá, de la llamada chilenización. Durante el tiempo que dominó la región, Chile creó en 1884 la provincia de Tacna, que incluía los departamentos de Tacna y de Arica.

### Reincorporación de Tarata y Tacna

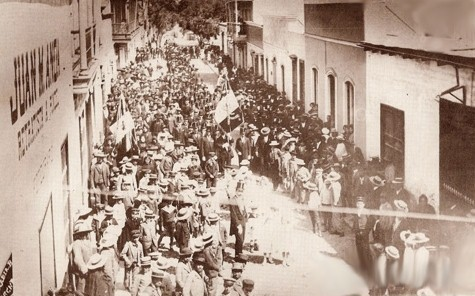
Procesión de la Bandera peruana en 1901, durante la administración chilena de Tacna

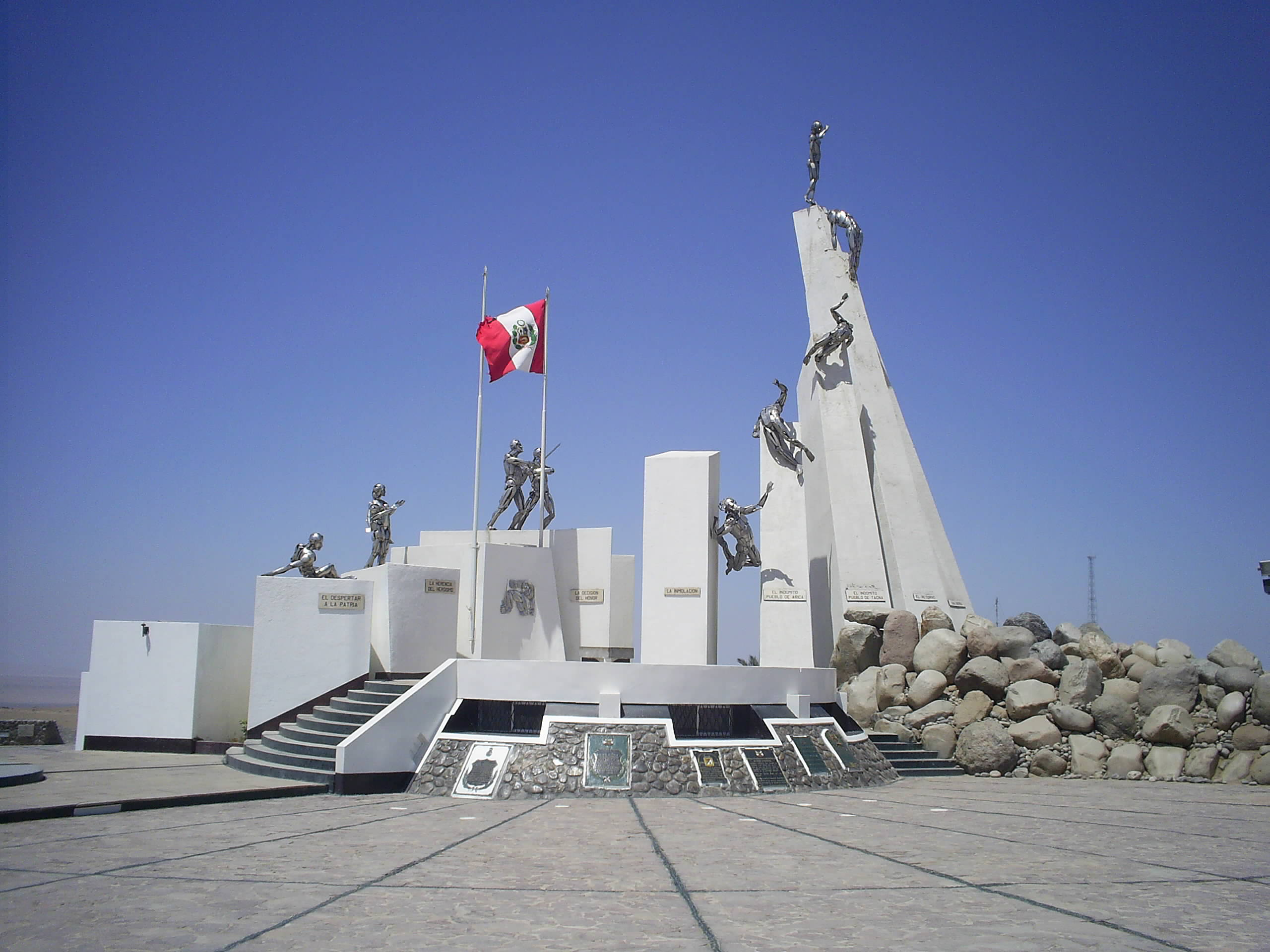
Monumento a la Batalla de Tacna en el Alto de la Alianza, cerro Intiorko en Tacna.

El 1 de septiembre de 1925 fue devuelta la provincia de Tarata al Perú debido al laudo de Calvin Coolidge, Presidente de los Estados Unidos. El 28 de agosto de 1929, Tacna se reintegró al territorio peruano, en virtud del Tratado de Lima. En dicha fecha se recuerda tal hecho, efectuando la Procesión de la Bandera.
Estando la capital Tacna ocupada por Chile, se crea el Departamento de Moquegua incorporando la zona al norte del río Sama del Departamento de Tacna, así los distritos de Locumba e Ilabaya y la provincia de Tarata integran Moquegua hasta que en 1886 se reconstituye el Departamento de Tacna con capital Locumba hasta la devolución de Tacna por Chile.

### Historia reciente
El terremoto del sábado 23 de junio de 2001, tuvo un fuerte impacto en la ciudad comercial, gran parte de los edificios nuevos de múltiples pisos en los distritos de Ciudad Nueva y Alto de la Alianza se desmoronaron, las redes de agua y otros servicios de la ciudad quedaron muy dañados. Gran parte de las casas comerciales que rodean al cuadro histórico de la plaza de Armas también se derrumbaron, dejando sin trabajo y hogar a muchas personas. Hubo muchos muertos, y cientos de heridos, además que la línea ferroviaria Tacna-Arica también fue afectada, se agregaba el daño a las carreteras, por lo que la ayuda desesperó a mucha población y los saqueos no se hicieron esperar.

### Batallas en Tacna
Como parte de la Historia de Tacna y Tarapacá, en el Departamento de Tacna se efectuaron los siguientes enfrentamientos. En esta lista se incluye los eventos ocurridos en el Departamento de Tarapacá
- Guerra de Independencia: Batalla de Camiara, Batalla de Mirave, Batalla de Tarata.
- Guerra entre Perú y Bolivia: Batalla de Chipe, Batalla de Sama, Batalla de Tarapacá
- Guerra del Pacífico: Combate naval de Iquique, Batalla de Pisagua, Batalla de Germania, Batalla de San Francisco, Batalla de Tarapacá, Combate de Locumba, Combate de Buena Vista, Batalla de Tacna en el Alto de la Alianza, Batalla de Arica, Batalla de Palca, Combate de Tarata, Batalla de Calientes, Combate de Pachía, Batalla de Pampa Blanca, Combate de Coari, Batalla de Mirave, Combate de Pachia.
- Guerras Civiles: Batalla del Intiorko, Combate de Pachía, Batalla de Ticaco.

## Geografía

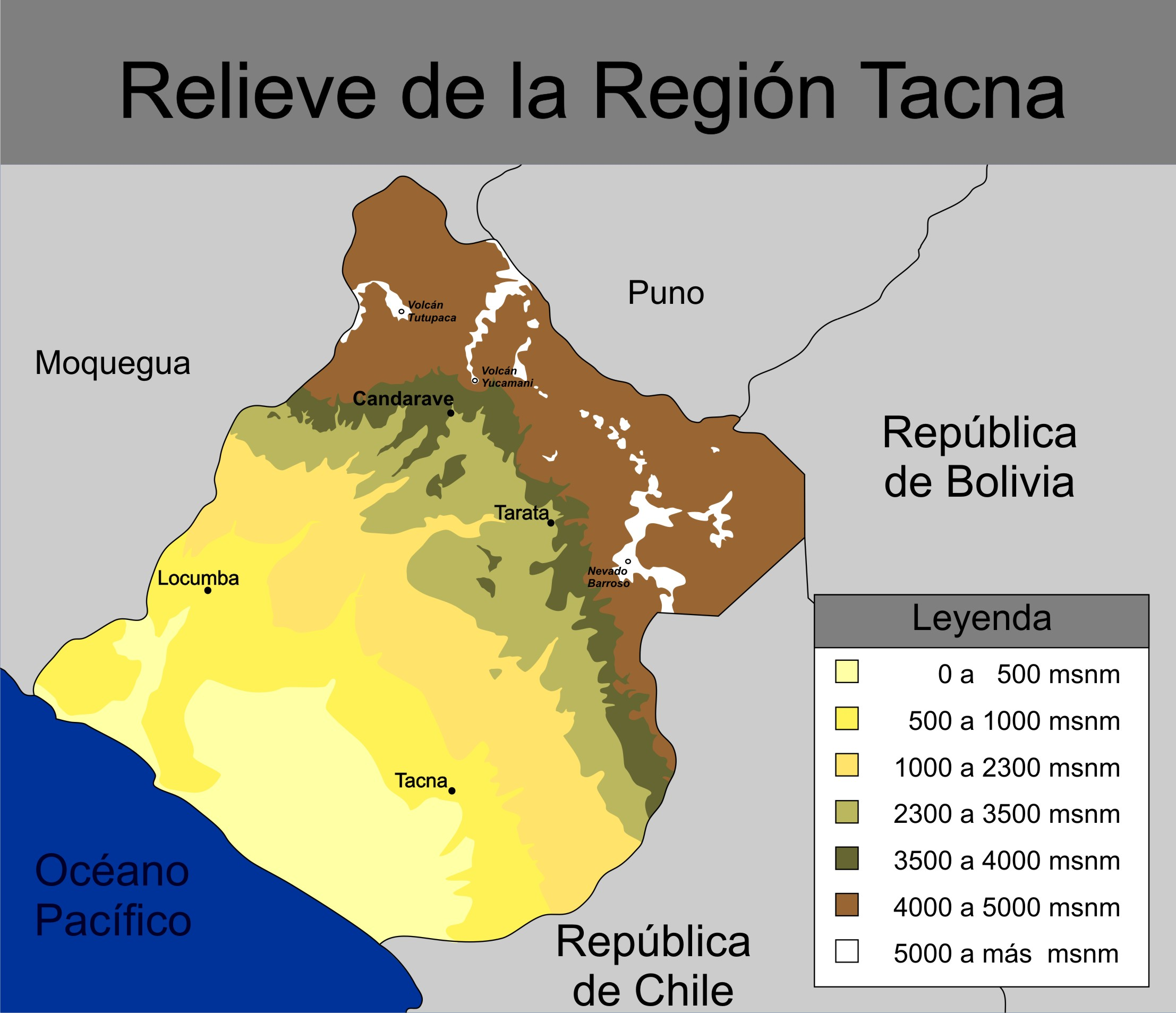
Mapa de relieve de la región Tacna.

La región Tacna se ubica en el extremo sur de la República del Perú, su geografía abarca, de oeste a este, desde el mar de Grau elevándose hacia las cumbres de la cordillera occidental de los Andes peruanos, abarcando incluso parte de la meseta del Collao.
Su relieve es irregular, atravesado por las estribaciones de la cordillera de los Andes, que dejan algunas zonas de menor pendiente cercanas a la costa llamadas pampas, que en algunos casos están dedicadas a la agricultura.
El segmento de la cordillera de los Andes que atraviesa la región Tacna es denominado localmente "Cordillera del Barroso" y forma parte de un eje volcánico que recorre desde el norte de Chile hasta la Región Arequipa en Perú. En las zonas altas existen algunas zonas pantanosas en las nacientes de los ríos, denominadas "bofedales".
Hacia el este de la región Tacna, atravesando la cordillera occidental de los Andes (limítrofe con la Región Puno y la República de Bolivia), se encuentra la meseta del Collao. En esta zona de Tacna se ubica la laguna Vilacota, naciente del río Maure (principal afluente del río Desaguadero) y la represa de Paucarani cercana al hito tripartito entre Perú, Bolivia y Chile.
En la costa de la región pueden notarse dos condiciones. La costa limítrofe con Chile presenta un relieve de baja pendiente, a esta zona se le conoce como Pampa de la Yarada, esta condición se mantiene hasta casi alcanzar la desembocadura del río Sama. La pampa de la Yarada es una zona de cultivos extensivos que se mantienen por pozos que extraen el agua de la napa freática En la costa próxima al río Sama, hacia el norte se inicia un sistema de montañas cercanas a la costa que incluso penetran hasta formar acantilados como el del Morro Sama (750 m s. n. m.). Estas estribaciones de tipo acantilado son constantes en la costa norte de la región.

### Hidrografía
La región Tacna, por su ubicación frente al mar, forma parte de la vertiente del Pacífico, pero además en la zona del altiplano forma parte del Sistema endorreico Titicaca-Desaguadero-Poopó-Salar de Coipasa. Por ser una región árida, existen a su vez un gran número de cauces o quebradas que permanecen secos durante gran parte del año (ríos estacionales), o en algunos casos por varios años hasta que se da una condición de lluvias inusuales que originan huaycos o aludes.
Los principales ríos de la región Tacna son:
- Río Locumba: El río Locumba es un río que recorre de este a oeste el norte de la región Tacna. Tiene una longitud de 170 km, con una cuenca que abarca 5900 km2[9] y compromete 2 provincias (Candarave y Jorge Basadre Grohmann). Nace en los deshielos de la cordillera de los Andes y desemboca en el océano Pacífico originando una zona pantanosa llamada "Pantanos de Ite".
- Río Sama: Nace en los deshielos del nevado Barroso en la provincia de Tarata, recibe a sus afluentes Tarucachi, Salado, Chacavira y Ticalaco. En la zona de Chipispaya se encajona hasta ingresar a la provincia de Tacna por el distrito de Inclàn, hasta su desembocadura en el mar en el distrito de Sama.
- Río Caplina: Sus dimensiones promedio son 100 km de largo y 25 m de ancho; los lados que siguen su sentido longitudinal corresponden a una línea de cumbres descendentes que la separan de las cuencas del río Sama por el Norte y la Quebrada de Escritos por el Sur. Nace en los deshielos del nevado Barroso y no desemboca en el mar, sino que se pierde en el desierto cercano a la ciudad de Tacna.
- Río Uchusuma: Nace en las lagunas del nevado Condorpico que se represan en Paucarani.[10] Este río originalmente desembocaba en el río Maure y formaba parte del sistema TDPS. En 1867, el río fue aprovechado por la empresa Hughes, construyendo un canal que llevaba 3000 pies cúbicos por minuto para plantaciones en Tacna. Luego de la guerra del pacífico el territorio se dividiría, así la naciente del Uchusuma quedaría en poder de Perú, una parte intermedia en poder de Chile, y la cuenca inferior nuevamente en el lado peruano. Este río no desemboca en el mar.
- Río Maure: Es un río binacional que nace en las aguas de la laguna Vilacota, en la provincia de Candarave. Su cauce es de baja pendiente con gran concentración de bofedales. Recorre paralelo a la cordillera del Barroso hasta su salida de territorio peruano hacia la república de Bolivia. Este río es el principal afluente del río Desaguadero, que finalmente desemboca en el Lago Poopó.[8]

A su vez, la región Tacna cuenta con 3 lagunas de importancia que son Suchez, Aricota y Vilacota.
- La laguna de Suches se ubica en el extremo norte de la región, antiguamente sus aguas rebalsaban hacia el cauce del río Callazas, afluente de la laguna de Aricota. Un gran periodo de sequías en la región, así como la utilización minero-industrial de la laguna han menguado sus aguas al punto de desconectarla del río Callazas.
- La laguna de Aricota está situada en la provincia de Candarave, es importante en la región pues en esta laguna se ubica la central hidroeléctrica de Aricota. Que abastece de luz eléctrica a las ciudades de Tacna, Moquegua e Ilo. El nivel de la laguna de Aricota, también ha ido descendiendo en las últimas décadas debido al debilitamiento de sus afluentes (río Callazas y río Salado).
- La laguna de Vilacota se ubica en la naciente del río Maure (meseta del Collao), y actualmente es una zona protegida dentro de la región.

### Regiones geográficas

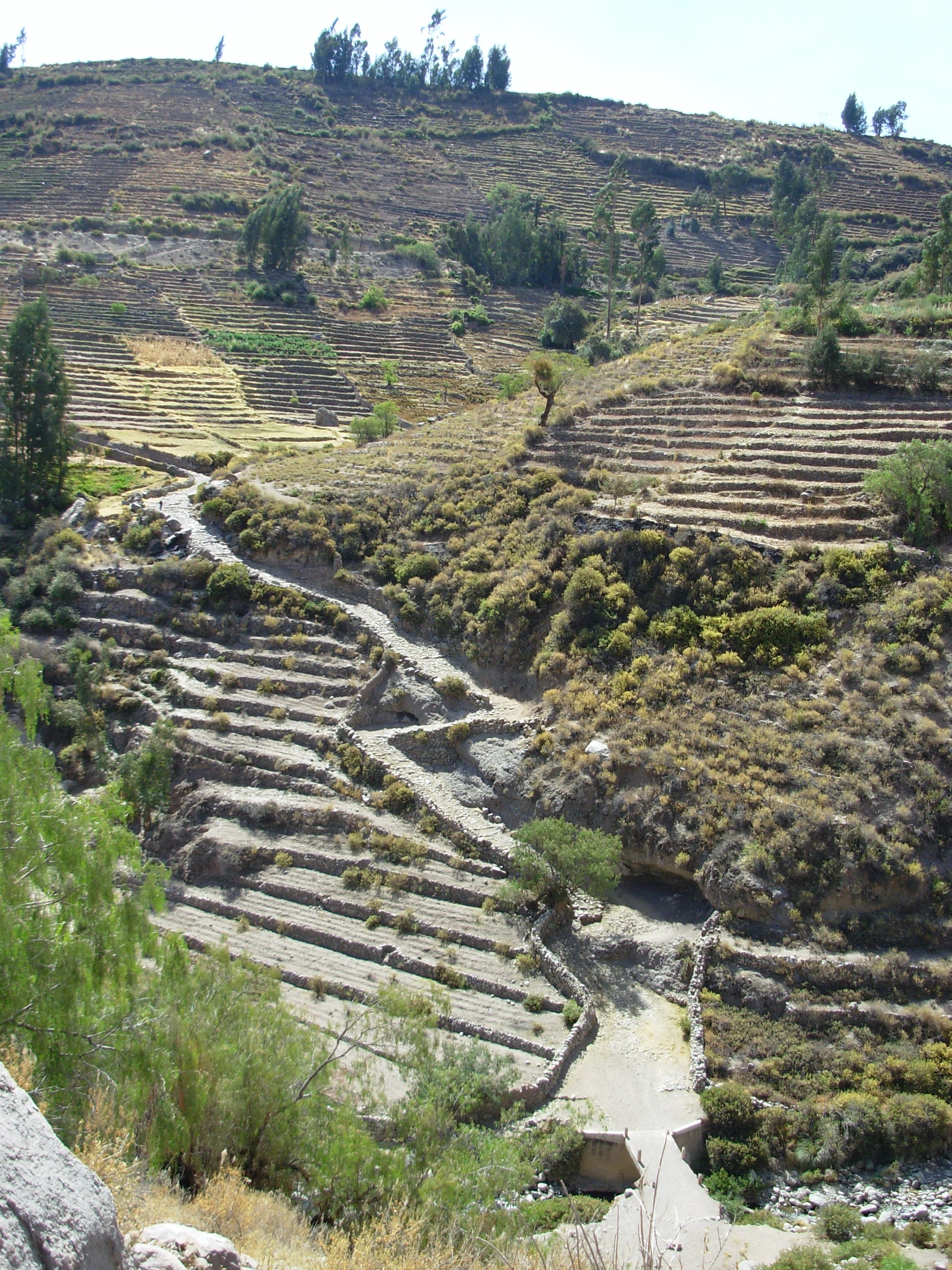
Camino Inca (Qapaq Ñan) y andenería en Tarata (Vertiente del Pacífico).

En el Perú, se suele dividir la geografía peruana en 8 regiones naturales propuestas por el geógrafo Javier Pulgar Vidal, dentro de esta división transversal o altitudinal a la región Tacna le corresponderían 6 regiones naturales:
- El mar: Tacna es una región con salida al mar. El mar en esta zona tiene una temperatura menor que en el resto del Perú. El promedio de temperatura superficial del mar (TSM) en Tacna durante diciembre de 2009 fue de 17.4 °C.[11]
- Costa o Chala: Ubicada entre los 0 y los 500 m s. n. m. (metros sobre el nivel del mar).[12] En la región Tacna se caracteriza por la carencia de lluvias regulares y humedad condensada que forma nubes estratos que influye en la disminución de la temperatura. Durante los meses de invierno (invierno austral), caen precipitaciones muy finas conocidas como garúas y se forman abundantes neblinas llamadas localmente camanchacas, esta humedad invernal contribuye a la formación de vegetación estacional en algunas zonas que son conocidas como lomas y se pueden apreciar en el distrito de Sama. La vegetación de las lomas puede ser herbácea, arbustiva o arbórea.[12] Así en las lomas de Morro Sama y Tacahuay se aprecian árboles de Tara, cactáceas, arbustos y pastizales. En cambio en las lomas de la pampa de Sama predominan los pastizales que se aprovechan finalmente en la ganadería. En la zona de Ite, existe una zona de humedales conocidos localmente como "Pantanos de Ite", en donde abundan la totora (Scirpus californicus) y la cola de caballo (Equisetaceae).
- Yunga marítima: El geógrafo peruano Javier Pulgar Vidal delimitó esta región entre los 500 y 2300 m s. n. m. Su clima seco le presta una vegetación rala. Las yungas de Tacna están incluidas en la ecorregión de la serranía esteparia del trabajo del ecólogo peruano Antonio Brack Egg. La vegetación en esta zona se reduce a los rodales de tillandsias conocidas localmente como "siempre viva" y al monte ribereño, en donde crecen los carrizos, la tara y el molle. En esta altura se encuentran los poblados de Locumba, Ilabaya, Inclán, Pachía y Calana.
- Quechua (del Quechua Qhichwa, "zona templada"): Se ubica entre los 2300 m s. n. m. hasta los 3500 m s. n. m. en los Andes centrales. Es un ecosistema de ambiente semiárido con precipitaciones fluviales veraniegas que aumentan con la altura, la que determina la disminución de la temperatura. El relieve es abrupto y los valles muy estrechos, pero se modifica desde tiempos remotos por las chacras y los andenes. Los ríos y riachuelos son torrentosos, con aumento de su caudal en verano. La vegetación herbácea suele ser abundante en épocas de lluvias, destacando el berro, el aliso, la tola y abundantes cactáceas. En esta zona se ubican los poblados de Tarata, Candarave, Palca, entre otros.
- Suni: La región Suni (del Quechua, "ancho, amplio") es, según Javier Pulgar Vidal, una región de los Andes que se ubica entre los 3500 m s. n. m. y los 4000 m s. n. m. En esta zona el índice de pluvialidad es muy alto, las temperaturas son más rigurosas, con grandes oscilaciones térmicas entre el día y la noche. La vegetación arbustiva es densa a expensas de las lluvias de verano. Conforman pastos naturales que sirven para sustento de la ganadería ovina y caprina. Esta zona es el límite superior para la actividad agrícola[12] y se cultiva con éxito papa, habas y desde finales del siglo XX el orégano para exportación.
- Puna o Alto Andino: Entre los 4000 m s. n. m. y los 5200 m s. n. m. De las 3 clases de punas existentes en los Andes, Tacna pertenece al tipo Puna semihúmeda. La vegetación de esta región lo compone una densa vegetación raquítica adherida al piso y son comunes la yareta y la pallagua. Otra característica de esta zona es la abundancia del ichu que sostiene la ganadería de auquénidos sudamericanos en el altiplano de la cuenca del río Maure. Entre los árboles característicos de esta zona destacan el queñual. A esta altura se encuentran las comunidades alpaqueras de Alto Perú, Mamuta, Queñuavichinca, entre otras.
- Janca o Cordillera (nieves perpetuas): Janca (del aimara janq'u, ‘blanco’) es la denominación que le da el geógrafo Javier Pulgar Vidal a la región más alta de los Andes, sobre los 4800 m s. n. m. A esta altura sólo pueden sobrevivir algunos líquenes, musgos y la yareta.

### Climatología
La región Tacna posee un clima de naturaleza mayormente árida. Según la clasificación climática de Köpenn por temperatura y precipitaciones, a Tacna le corresponderían 4 tipos de climas:
- BWh - Desértico cálido: Este tipo de clima se encuentra en la zona costera propiamente dicha. La temperatura media anual está por encima de los 15 °C. y corresponde a las zonas de Ite, Puerto Grau, Los Palos.
- BWk - Desértico frío: Se ubica en zonas alejadas del mar. La temperatura media anual está por debajo de los 18 °C.
- BSk - Estepario frío: En la zona andina propiamente dicha. La temperatura media anual está por debajo de los 18 °C. A este clima corresponden los pueblos de Candarave, Palca y Tarata.
- Eh - Alta montaña: Son climas condicionados por la altura.

## Demografía
La región Tacna cuenta con 329 332 habitantes según el censo realizado en el 2017 por el INEI. Se encuentra entre las 5 regiones menos pobladas del Perú, pero registra una tasa de crecimiento anual de 2.0, la cuarta más alta del país (sólo superada por Madre de Dios, Ucayali y la provincia constitucional del Callao).
La mayor parte de la población de la región se concentra en la ciudad de Tacna y sólo un 9 % de la población en la región vive en zonas rurales, siendo uno de los índices más bajos a nivel nacional, sólo superado por Lima y Callao. Además de ser la región con menos población desabastecida de agua potable.
Desde mediados del siglo XX, la región registró niveles elevados de inmigración, a tal medida que en censo del 93 se registraba que el 44,1 % de la población en Tacna había nacido fuera de la región. Del total de inmigrantes nacionales hacia la región Tacna el 60,2 % correspondía a inmigrantes de la Región Puno, representando la mayoría de residentes nacionales en la Región, seguido por Arequipa (10,7 %), Moquegua (5,8 %) y Cuzco (4,3 %).

### Religión
A nivel regional el cristianismo es la religión más extendida, siendo el catolicismo el predominante en la región. De la población mayor de 12 años que profesa alguna religión el 80,59 % es católico, el 15,62 % profesa otra religión y el 3.79 % declaró no profesar ninguna religión.
Desde el punto de vista jerárquico de la Iglesia católica forma parte de la Diócesis de Tacna y Moquegua la cual, a su vez, pertenece a la Arquidiócesis de Arequipa.

### División administrativa
El Departamento de Tacna se divide en cuatro provincias:
- Tacna; capital: Tacna
- Candarave; capital: Candarave
- Jorge Basadre; capital: Locumba
- Tarata; capital: Tarata

Las cuatro provincias que conforman el departamento de Tacna tienen las siguientes superficies: Tacna 8066.11 km², Tarata 2819.96 km², Jorge Basadre 2928.72 km² y Candarave 2261,10 km².
Cada provincia es gobernada por un concejo municipal, presidida por un alcalde y sus respectivos regidores, elegidos por un período de 4 años en elecciones generales de cada provincia.
A su vez, cada provincia se subdivide en distritos, que son gobernados por un representante (alcalde) elegido en cada distrito.
| División político-administrativa                                                                            | División político-administrativa | División político-administrativa | División político-administrativa | División político-administrativa | División político-administrativa | División político-administrativa | División político-administrativa |
| Ubigeo | Provincia                        | Superficie (km²)                 | Población                        | Densidad                         | Capital                          | Distritos                        | Mapa                             |
| 23000 | Total Tacna                      | 16 075.89                        | 352 501                          | 17,96                            | Tacna                            | 28                               |                                  |
| --- | -------------------------------- | -------------------------------- | -------------------------------- | -------------------------------- | -------------------------------- | -------------------------------- | -------------------------------- |
| 23010 | Tacna                            | 8066.11                          | 325 731                          | 32.57                            | Tacna                            | 1. Tacna                         |                                  |
| 23010 | Tacna                            | 8066.11                          | 325 731                          | 32.57                            | Tacna                            | 2. Alto de la Alianza            |                                  |
| 23010 | Tacna                            | 8066.11                          | 325 731                          | 32.57                            | Tacna                            | 3. Calana                        |                                  |
| 23010 | Tacna                            | 8066.11                          | 325 731                          | 32.57                            | Tacna                            | 4. Ciudad Nueva                  |                                  |
| 23010 | Tacna                            | 8066.11                          | 325 731                          | 32.57                            | Tacna                            | 5. Inclán                        |                                  |
| 23010 | Tacna                            | 8066.11                          | 325 731                          | 32.57                            | Tacna                            | 6. Pachía                        |                                  |
| 23010 | Tacna                            | 8066.11                          | 325 731                          | 32.57                            | Tacna                            | 7. Palca                         |                                  |
| 23010 | Tacna                            | 8066.11                          | 325 731                          | 32.57                            | Tacna                            | 8. Pocollay                      |                                  |
| 23010 | Tacna                            | 8066.11                          | 325 731                          | 32.57                            | Tacna                            | 9. Sama                          |                                  |
| 23010 | Tacna                            | 8066.11                          | 325 731                          | 32.57                            | Tacna                            | 10. Gregorio Albarracín          |                                  |
| 23010 | Tacna                            | 8066.11                          | 325 731                          | 32.57                            | Tacna                            | 11. La Yarada-Los Palos          |                                  |
| 23020 | Candarave                        | 2261.10                          | 8573                             | 3.70                             | Candarave                        | 1. Candarave                     |                                  |
| 23020 | Candarave                        | 2261.10                          | 8573                             | 3.70                             | Candarave                        | 2. Cairani                       |                                  |
| 23020 | Candarave                        | 2261.10                          | 8573                             | 3.70                             | Candarave                        | 3. Camilaca                      |                                  |
| 23020 | Candarave                        | 2261.10                          | 8573                             | 3.70                             | Candarave                        | 4. Curibaya                      |                                  |
| 23020 | Candarave                        | 2261.10                          | 8573                             | 3.70                             | Candarave                        | 5. Huanuara                      |                                  |
| 23020 | Candarave                        | 2261.10                          | 8573                             | 3.70                             | Candarave                        | 6. Quilahuani                    |                                  |
| 23030 | Jorge Basadre                    | 2928.72                          | 9892                             | 3.37                             | Locumba                          | 1. Locumba                       |                                  |
| 23030 | Jorge Basadre                    | 2928.72                          | 9892                             | 3.37                             | Locumba                          | 2. Ilabaya                       |                                  |
| 23030 | Jorge Basadre                    | 2928.72                          | 9892                             | 3.37                             | Locumba                          | 3. Ite                           |                                  |
| 23040 | Tarata                           | 2819.96                          | 8305                             | 2.77                             | Tarata                           | 1. Tarata                        |                                  |
| 23040 | Tarata                           | 2819.96                          | 8305                             | 2.77                             | Tarata                           | 2. Héroes Albarracín             |                                  |
| 23040 | Tarata                           | 2819.96                          | 8305                             | 2.77                             | Tarata                           | 3. Estique                       |                                  |
| 23040 | Tarata                           | 2819.96                          | 8305                             | 2.77                             | Tarata                           | 4. Estique Pampa                 |                                  |
| 23040 | Tarata                           | 2819.96                          | 8305                             | 2.77                             | Tarata                           | 5. Sitajara                      |                                  |
| 23040 | Tarata                           | 2819.96                          | 8305                             | 2.77                             | Tarata                           | 6. Susapaya                      |                                  |
| 23040 | Tarata                           | 2819.96                          | 8305                             | 2.77                             | Tarata                           | 7. Tarucachi                     |                                  |
| 23040 | Tarata                           | 2819.96                          | 8305                             | 2.77                             | Tarata                           | 8. Ticaco                        |                                  |
| Fuente: censo de población y vivienda 2007, INEI. La densidad está calculada con el dato de población 2007. |                                  |                                  |                                  |                                  |                                  |                                  |                                  |

### El mar de Grau en la Región Tacna

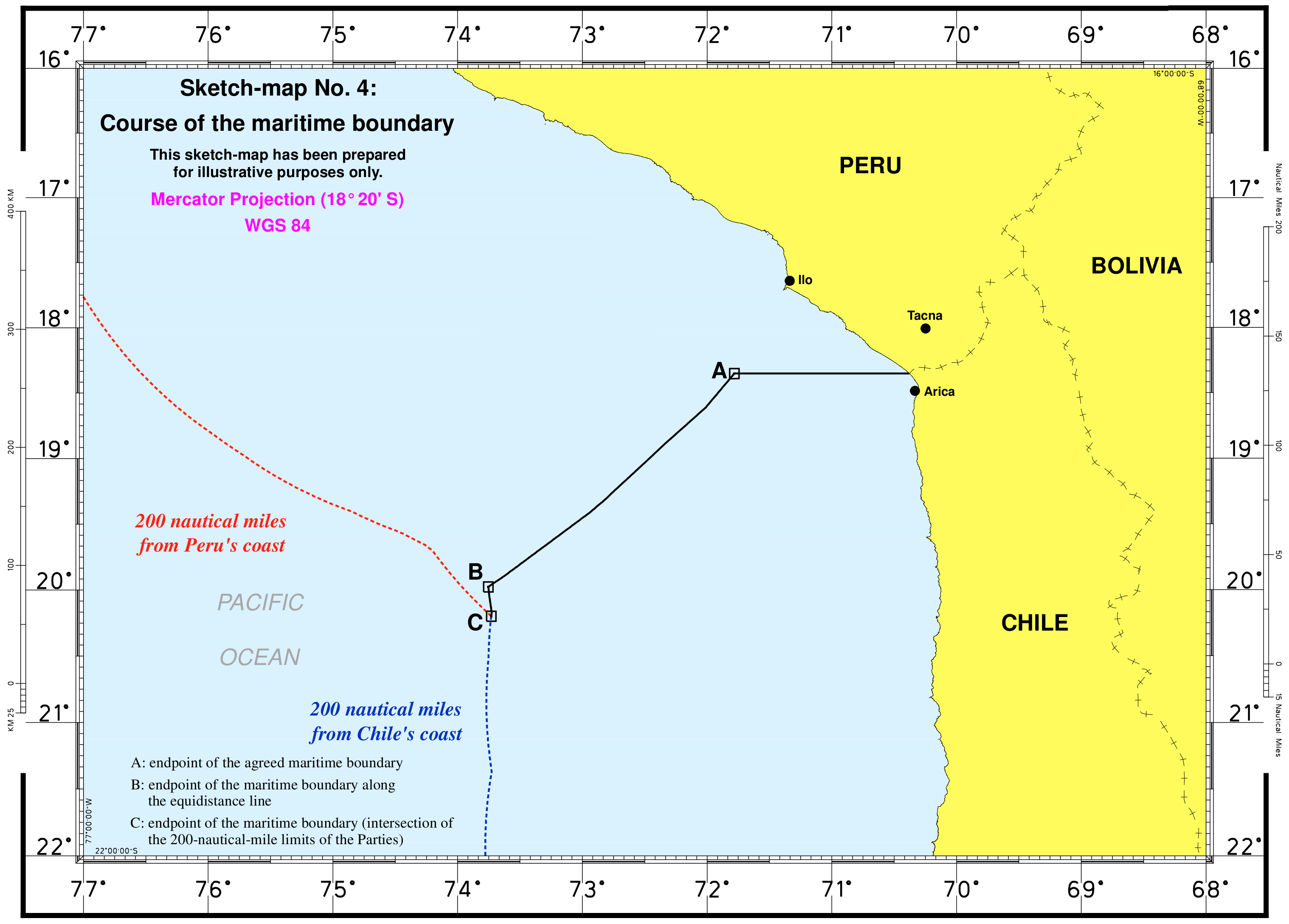
Mapa esquemático de la Corte de Justicia de La Haya, que muestra límites marítimos entre Chile y Perú, según su sentencia.

El estado peruano ejerce soberanía sobre 200 millas de mar territorial, que por el sur limitan con el mar de Chile. Existe una controversia en los límites marítimos de ambos países, y según la versión peruana el mar de la Región Tacna no tiene esas 200 millas marítimas. El 16 de enero del 2008 el Congreso del Perú aprobó un proyecto de ley denominado "Ley de demarcación territorial de la provincia de Tacna, departamento de Tacna", Ley n.º 29189, con la finalidad de indicar que, conforme al Tratado de 1929, y de acuerdo a la interpretación peruana, la frontera entre el Perú y Chile se inicia en el punto Concordia y no en el Hito n.º 1, eliminando para ello la referencia al "Hito n.º 01 (océano Pacífico)" que contenía la ley demarcatoria de la Región Tacna de 2001.

### Área de Conservación Regional Vilacota-Maure
El Área de Conservación Regional Vilacota-Maure fue propuesta por el Gobierno Regional de Tacna y promulgada por el gobierno central el 28 de agosto del 2009, con el objetivo de preservar los recursos naturales, culturales y la diversidad biológica del ecosistema andino en la zona de la laguna Vilacota y el río Maure.
Se ubica en los ámbitos geográficos de los distritos de Palca, Susapaya, Ticaco, Tarata y Candarave y protege una superficie de 124 313,18 ha.
En esta zona se protege a:
- Las lagunas permanentes de Vilacota, Taccata, Ñeque, Camiri y Paucarani, además de la laguna temporal de Ancocota.
- La cuenca tacneña del río Maure hasta su encuentro con el río Callapuma.
- La cuenca alta del río Calientes y,
- La cuenca del río Jaruma.[21]

## Gobierno y administración

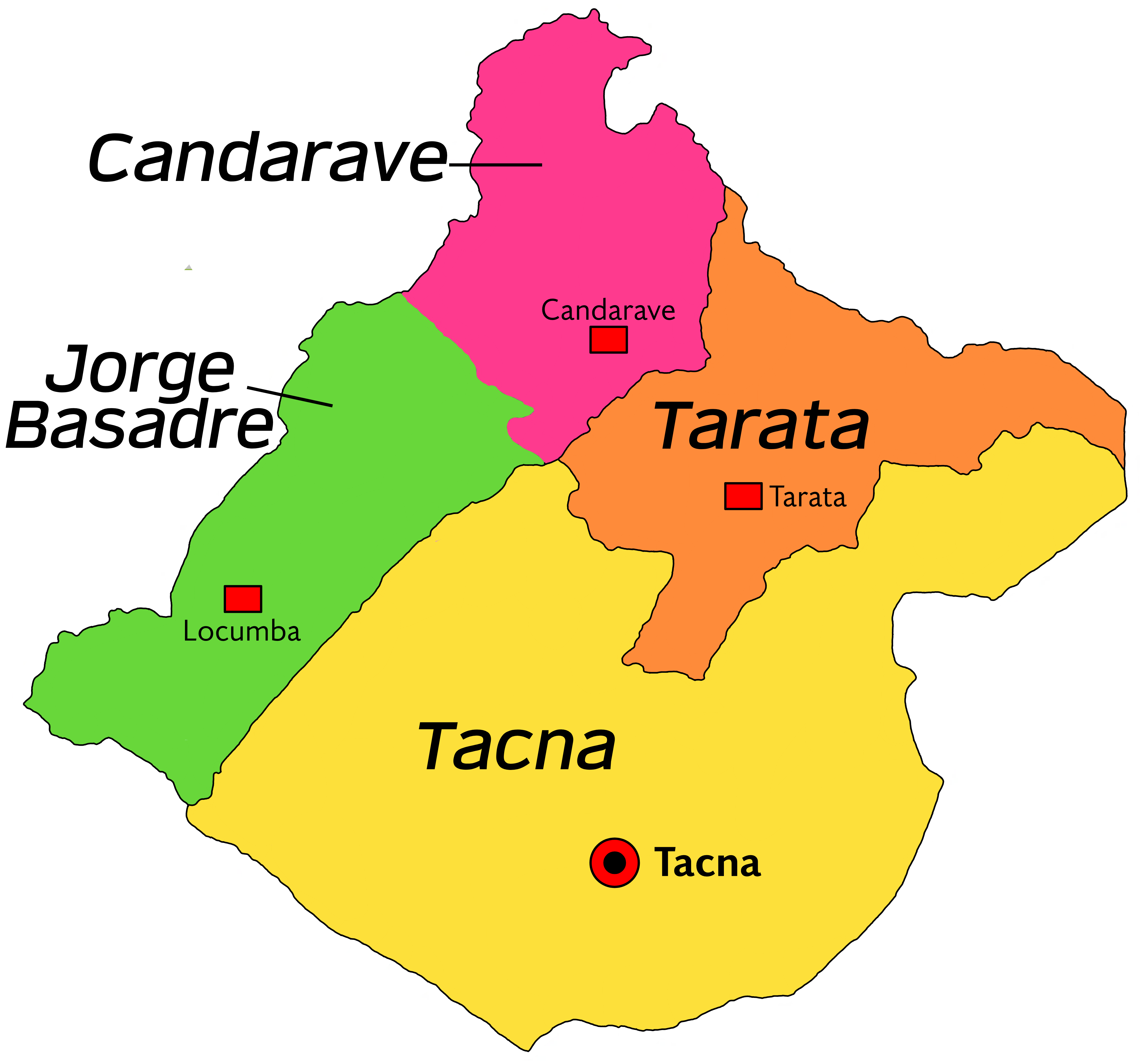
División política de Tacna.

La principal autoridad en la región es el gobernador regional. Este es elegido por un periodo de 4 años y puede presentarse a reelección cuantas veces quiera. Junto al gobernador regional son elegidos el vicepresidente regional y 7 consejeros regionales. Los consejeros regionales representan a las provincias de la región, y la repartición es la siguiente:
- 4 para la provincia de Tacna
- 1 para la provincia de Tarata
- 1 para la provincia de Candarave
- 1 para la provincia de Jorge Basadre

A su vez, a la región Tacna le corresponden dos representantes en el Congreso de la República del Perú, que son elegidos por un periodo de 5 años (coincidente con el periodo de la presidencia de la república).

## Autoridades

### Regionales
Como todos los otros departamentos del Perú y la provincia constitucional del Callao, constituye una región de facto con un Gobierno Regional propio además de un distrito electoral que elige cinco congresistas.
- 2019-2022[22]
  - Gobernador Regional: Juan Tonconi Quispe, de Acción por la Unidad Tacna.
  - Vicegobernador Regional: Magda Candelaria Portugal Copaja, de Acción por la Unidad Tacna.
  - Consejeros:

  1. Tacna:
    - Alberto Avelino García Levano (Acción por la Unidad Tacna)
    - Dany Luz Salas Ríos (Movimiento Independiente Regional Fuerza Tacna)
    - Jesús Chambi Flores (Frente Esperanza por Tacna)
    - Luz Delia Huancapaza Cora (Banderas Tacneñistas)

  2. Tarata: Arnold Elvis Condori Cutipa (Frente Esperanza por Tacna)
  3. Jorge Basadre:
    - Edilberto Artemio Parihuana Mamani (Alianza para el Progreso)
    - José Luis Antonio Málaga Cutipe (Movimiento Independiente Regional Fuerza Tacna)

  4. Provincia de Candarave: Mario Genaro Copa Conde (Banderas Tacneñistas)

### Religiosas
De la religión católica:
- Mons. Marco Antonio Cortez Lara (Obispo de la Diócesis de Tacna y Moquegua)

## Economía
El PBI per cápita de la región Tacna calculado en el año 2004 era de 11 580 nuevos soles. La población económicamente activa de Tacna se desempeña mayormente de manera independiente, esto es en negocios propios que alcanzan al 35 % de la población, otro grupo importante lo representan los empleados y los obreros con el 22.3 % y el 21 % respectivamente.

### Industria agropecuaria
La región Tacna cuenta con 237 524 hectáreas para uso agropecuario, de las cuales 52,4 % son pastos naturales, 45,9 % dedicados a la agricultura y un 1,7 % de superficie forestal.
En la región Tacna se produce el 72 % del orégano de todo el Perú concentrándose esta producción en las provincias de Tarata, Candarave y la zonas altas de la provincia de Jorge Basadre.
Produce el 53,15 % de las aceitunas del país.[cita requerida] También maíz amiláceo, papa, trigo, vid (se industrializa pisco del Perú, vino), alfalfa. Destaca su ganadería lechera y los ovinos.
La ganadería de pastos naturales se desarrolla mayormente en zonas altas donde predomina el ganado ovino, caprino y camélidos sudamericanos (alpacas) para explotación de carne y lana.

### Minería
En la minería es importante la extracción de cobre a tajo abierto en la mina de Toquepala, que se refina en la fundición de Ilo para su exportación.
La región Tacna participa con el 11.99 % de la producción peruana del Cobre, ocupando el cuarto lugar después de Áncash, Arequipa y Moquegua. La mina de Toquepala cuenta con tres unidades de extracción por flotación y lixiviación que son: Simarrona, Totoral y Toquepala; esta última comparte ubicación geográfica con la Región Moquegua.
La mina de Toquepala, entre los meses de enero y marzo del 2010 produjo 37.172 tmf. de cobre (su producto principal), pero también se extraen otros minerales en menor medida.

### Zona franca de Tacna
La zona franca de Tacna, se crea en respuesta al impulso gubernamental que se dio en Chile a la Zona Franca de Iquique y al constante contrabando que generó la importación de productos desde el sur. En un principio se dio la ley de la "Zona de Tratamiento Especial Comercial de Tacna (ZOTAC)", esto permitió la formalización de miles de comerciantes que se fueron agrupando en asociaciones en un número aproximado de 5000 usuarios. Posteriormente en el año 1996 se da la ley CETICOS (centros de exportación, transformación, industria, comercialización y servicios), más orientada a la transformación de vehículos usados como respuesta a la problemática del costo de los vehículos nuevos.
Finalmente en marzo del año 2002, con la ley correspondiente, se permite la operatividad de la Zona Franca de Tacna, creada con el objetivo de “contribuir al desarrollo socioeconómico sostenible del departamento de Tacna, a través de la promoción de las inversiones y desarrollo tecnológico".
La zona franca actualmente cuenta con un área de 930 hectáreas, con 120 hectáreas habilitadas con fibra óptica, fluido eléctrico, agua, drenaje, pistas, veredas, estacionamientos e instituciones bancarias. A los usuarios de la zona franca se les exonera del impuesto general a las ventas, impuesto a la renta, impuesto selectivo al consumo y el impuesto de promoción municipal.

### Zona comercial de Tacna
Existe una Zona Comercial delimitada en la cual ingresan mercancías provenientes de los depósitos francos de la zona franca de Tacna pagando un arancel único de 6 % sobre el valor CIF. Esta zona comercial se encuentra en los distritos de Tacna y Alto de la Alianza.
Asimismo, existe una franquicia turística extensiva a los visitantes nacionales en la zona comercial que les permite ingresar mercancías al resto del territorio nacional hasta en 3 oportunidades en un periodo de 12 meses, sin exceder los $1000 por viaje o los $3000 en 12 meses.

### Otros
Son primordiales las centrales hidroeléctricas de Aricota I y Aricota II, que atienden las demandas de Moquegua, Tacna e Ilo y la central térmica de Calana.
Asimismo, la pesca artesanal concede abundante pescado para la alimentación humana. de edcarcacia lerner

## Servicios

### Salud
- Hospitales
  - MINSA: 1
  - EsSalud: 1
  - Privado: 1

### Educación
- Colegios públicos y privados:
  - Total: 481.
    - Educación inicial: 169
    - Educación primaria: 208
    - Educación secundaria: 104
- Universidades: Universidad Privada de Tacna, Universidad Alas Peruanas Tacna y Universidad Nacional Jorge Basadre Grohmann.
- Institutos Superiores:
  - IS Tecnológico Francisco de Paula Gonzáles Vigil de Tacna
  - IS Tecnológico Ramón Copaja de Tarata
  - IS Pedagógico José Jiménez Borja de Tacna
  - Escuela Técnica Superior PNP - Locumba
  - IES Tecnológico Privado Jon Von Neumann

## Transporte
El Gobierno Regional de Tacna tiene a su cargo la administración del transporte local como:
- Carreteras: Panamericana, Costanera, Tacna-Tarata.
- Ferrocarril: Ferrocarril Tacna-Arica.
- Aeropuerto: Aeropuerto Internacional Coronel FAP Carlos Ciriani Santa Rosa en Tacna.
- Puerto: Muelle al servicio del Perú en el puerto chileno de Arica, Puerto pesquero Grau.

## Cultura

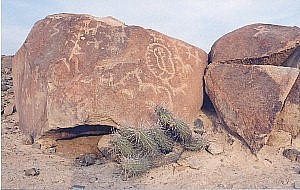
Petroglifos de Miculla, en el distrito de Pachía.

### Arqueología
- Andenería: En la región Tacna se pueden encontrar, en la zona andina, varios lugares con andenería pre-inca, entre los que destacan los andenes en los valles de los ríos Ticalaco y Chacavira en la provincia de Tarata, o también la andenería ubicada en los distritos de Camilaca y Cairani en la provincia de Candarave.
- Chullpas: Las chullpas o chullpares son mausoleos en forma de torres que datan de tiempos preincas, en la región Tacna se pueden encontrar en los distritos de Camilaca, Palca y Sitajara.
- Caminos Incas: El camino inca o Cápac Ñan, también es visible en varias provincias de la región. El más cercano a la costa es el camino inca que baja desde Quebrada de Burros hasta el mar en el distrito de Sama, pero existen también tramos en buen estado de conservación en las zonas de Palca, Tarata, Camilaca y Candarave. Estos tramos del Capac Ñan estuvieron interconectados con el Cuzco en tiempos del Tahuantinsuyo.
- Petroglifos: Existen dispersos en la región Tacna una gran cantidad de petroglifos en los diversos valles o quebradas. La zona de mayor concentración de petroglifos de la región es la pampa de San Francisco en la zona de Miculla (distrito de Pachía).[35] Los petroglifos son piedras talladas con dibujos, que representan una mirada hacia las costumbres y modo de vida de la zona en la antigüedad. Pueden verse escenas de cacería, pastoreo, ceremonias rituales, danzantes y músicos con tocados, así como la fauna representativa de la zona plazmada en las piedras. Estas piedras fueron talladas desde tiempos de la incursión de la cultura Tiahuanaco en la zona, hacia el 500 d. C.[36]
- Pinturas rupestres: Tenemos las pinturas rupestres conservadas en la quebrada de Toquepala. Sin embargo en el distrito de Camilaca, se encuentran en dos zonas y muy conservadas, uno de ellos está ubicada en el anexo de tacalaya y otro en las adenerias pre incas de pampoco.

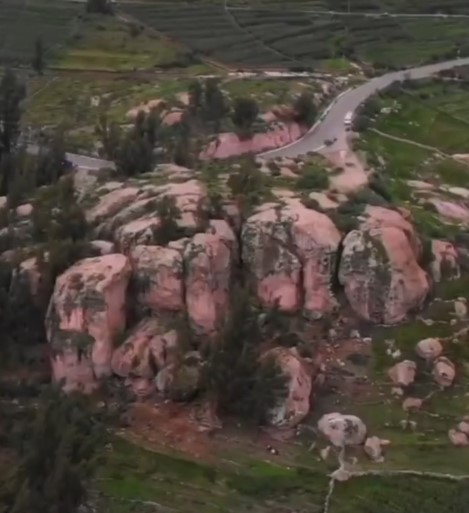
CUEVAS DE QALA QALA CENTRO TURISTICO DE TARATA

- CUEVAS DE QALA QALA CENTRO TURISTICO DE TARATASe halla en el sector Yunga del distrito de Tarata, ocupa, se haya a 3066 metros sobre el nivel del mar, el acceso es por el camino prehispánico en uso, que se desprende del camino inca para dirigirse a santa María, también se puede llegar a él caminando entre andenes que existen donde justamente se divide este camino secundario.  El sitio consta de pequeños abrigos y concavidades, en cuya base se eleva mampostería prehispánica, elaborada sobre la base de piedras de 10 a 15 cm de longitud, unida con mortero de barro, la que alcanza 1.8 m. de altura. Dichos abrigos tuvieron carácter funerario, pues es de todos conocida la historia que en ellos se encontraban osamentas, las que eran retiradas ocasionalmente para calmar las lluvias, para luego ser devueltas a su lugar original. El sitio puede pertenecer al periodo intermedio tardío y es muy posible que este relacionado al cerro santa María.

### Festividades

#### Festividades religiosas y costumbristas
| Festividad                                                                          | Fecha                              | Lugares | Otro |
| ----------------------------------------------------------------------------------- | ---------------------------------- | --- | --- |
| Carnavales                                                                          | Móvil según calendario litúrgico   | Toda la región | Con características particulares según cada distrito. |
| Carnaval Camilaqueño                                                                | 1 de febrero al 30 de abril        | Distrito de Camilaca | Carnaval Camilaqueño, es una festividad camilaqueña, donde principalmente es bailada al compás de nuestra danza de la Orquesta, danza originaria del distrito de Camilaca. Esta festividad inicia el 1 de febrero, dando fin el 30 de abril. Es por ello que es considerada el carnaval más grande de la región Tacna y del Perú. Teniendo una duración de 3 meses. |
| Fiestas de Pascuas                                                                  | 23 de abril al 24 de abril         | Distrito de Camilaca | La festividad de las pascuas es bailada con la danza de la Pascua: Danza prehispánica originaria del distrito de Camilaca. Festividad realizada en el mes de abril por los respectivos jueces de agua; los fiscaldillos. |
| Cruces de mayo                                                                      | Todo el mes de mayo                | Toda la región | Inicia el 3 de mayo con celebraciones cada fin de semana durante todo el mes. |
| San Benedicto                                                                       | 4 de junio                         | Tarata | Patrono de la ciudad de Tarata. |
| Noche de San Juan                                                                   | 23 de junio                        | Toda la región | Según la cultura popular es la noche más fría del año. Se realizan fogatas, pagos a la tierra por parte de los yatiris. |
| Fiesta de San Juan                                                                  | 24 de junio                        | Palca. | |
| San Pedro                                                                           | 29 de junio                        | Ciudad de Tacna, Tarucachi, Vila Vila y Puerto Grau. | Patrono de la ciudad de Tacna y de los mercados de la ciudad. En Tarucachi se realiza una fiesta religioso-costumbrista. También se considera patrono de los pescadores, por lo que en los pueblos del litoral se realizan procesiones en embarcaciones que recorren el mar.                                                                                        |
| Virgen del Carmen                                                                   | 16 de julio                        | Distrito de Cairani | Festividad y concurso de zampoñas en el distrito. |
| Festividad Patronal de Camilaca; Virgen del Carmen, San Santiago y Virgen Milagrosa | 22 de julio al 26 de julio         | Distrito de Camilaca | La Fastuosa Festividad Patronal de Camilaca se celebra durante una semana en honor a sus santos, dando inicio con entrada de caballos de paso camilaqueño, quema de castillos, fuegos artificiales y quema de fogata. Y dando inicio a la Gran Parada Folclórica y Concurso de Bandas, Zampoñas y Bloques de danzarines                                             |
| Fiesta del Comayle                                                                  | 30 de julio                        | Distrito de Ticaco | |
| Virgen de Copacabana                                                                | 5 de agosto                        | Distrito de Alto de la Alianza | Es celebrada por la población local y además por la colonia boliviana en la ciudad de Tacna. |
| Virgen de la Asunta                                                                 | 15 de agosto                       | Distrito de Estique | Se realiza una feria en el pueblo. |
| Señor de Locumba                                                                    | 14 de septiembre                   | Distrito de Locumba | Fiesta con participación de peregrinos de toda la región, además de las ciudades de Moquegua, Ilo y Arica. |
| Virgen de las Mercedes                                                              | 24 de septiembre                   | Candarave (Fiesta patronal, un día antes de la festividad se realizan las entradas de varias delegaciones, donde a los caballos los adornan y transportan troncos de queñua que serán incinerados, como una muestra de participación en la festividad),Pocollay y Quilahuani | |
| Señor de los Milagros                                                               | 18 de octubre                      | Ciudad de Tacna | Se inicia con procesiòn y misa en la Catedral. Además el mercado Grau de la ciudad realiza una fiesta patronal en honor al Señor de los Milagros. |
| Festividad Patronal de Camilaca; Virgen de Guadalupe                                | 11 de diciembre al 13 de diciembre | Distrito de Camilaca | La Festividad Patronal de Camilaca se celebra durante una semana en honor a sus santos, dando inicio con entrada de caballos de paso camilaqueño, quema de castillos, fuegos artificiales y quema de fogata. Y dando inicio a la Gran Parada Folclórica y Concurso de Bandas, Zampoñas y Bloques de danzarines                                                      |
| Navidad                                                                             | 24 de diciembre                    | Toda la región | |

#### Festividades cívicas
- Conmemoración de la Batalla del Alto de la Alianza (26 de mayo)
- Día de la Bandera (7 de junio)
- Reincorporación de Tacna al Perú (28 de agosto)
- Reincorporación de Tarata al Perú (1 de septiembre)

### Folclore
El folclore del área andina de Tacna se caracteriza por la gran influencia aimara, caracterizado por el uso de instrumentos ancestrales en sus ceremonias y fiestas, como son la tarka y las zampoñas.
De la tarka, se genera una danza carnavalezca denominada localmente Tarkada, que difiere en ritmo de las denominadas "tarkeadas" propias de la región del Collao y el norte de Chile. Estas se ejecutan durante el mes de febrero y son muy difundidas en la zona alta de la cuenca del río Locumba (Candarave, Cairani, Camilaca, Huanuara, Curibaya e Ilabaya). Más recientemente la ejecución de la tarkada se ha intensificado en las provincias de Tacna y Tarata.
De la zampoña surgen ritmos propios que son conocidos regionalmente como Zampoñada. Uno de los principales exponentes de la música y danza de la zampoña posee el distrito de Camilaca, reconocidos a nivel regional, nacional e internacional; a si es el caso de la Zampoña Ponchos Blancos 24 de Julio de Camilaca, pioneros y originarios de la música y danza de la zampoña de lata en nuestra región. Reconocidos por el Ministerio Desconcentrada de Culturas de Tacna, Ministerio Desconcentrada de Culturas del Perú - Instituto Nacional de Culturas Perú, Congreso de la República del Perú, Universidad Nacional de Ingeniería de Lima, etc, así como también reconocidos en Bolivia y Chile.  
Asimismo entre los ritmos carnavalezcos de la región también destacan las "anatas" (‘carnaval’ en aimara) y las "bijualas" originarios del distrito de Camilaca; que es considerada una de sus danzas más antiguas que posee junto a la danza de la Pascua. Su danza es bailada con el traje de Anaco, que es una indumentaria típica y originaria de Camilaca, declarada Patrimonio Cultural e Inmaterial del Perú por el Instituto Nacional de Culturas del Perú en abril del 2009. 
En la zona costera, hacia la época republicana, se hicieron muy populares los ritmos criollos peruanos (valses y polkas), en éstos ritmos se hicieron las más populares canciones de la ciudad de Tacna, como son la polka "Tacna hermosa" también conocida como "La polka a Tacna", o el vals "La fuente" de autoría del historiador tacneño Luis Cavagnaro Orellana.

### Gastronomía

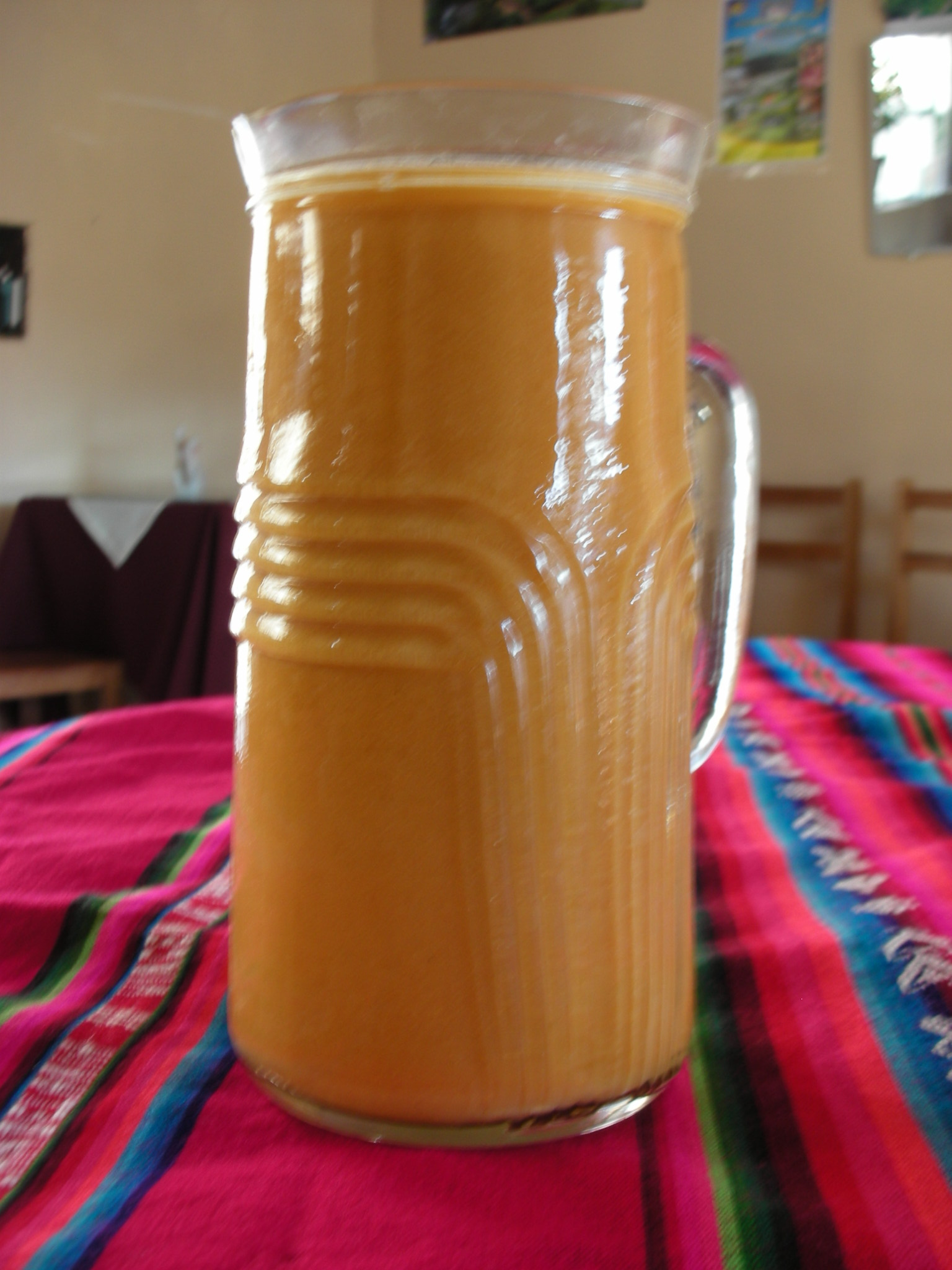
Chicha de maíz, Tarata, Sierra

La gastronomía en Tacna es sencilla, comparada con las otras grandes regiones gastronómicas del Perú, e influenciada por lo andino y lo criollo. La gastronomía regional está representada por el picante a la tacneña, de origen en la ciudad de Tacna y que muestra algunas variantes en la zonas altas de la región (inclusión del chuño y mote en las provincias de Tarata y Candarave). Este plato demuestra la fusión de ingredientes autóctonos como el charqui, el ají y la papa, e ingredientes foráneos como el orégano.
A su vez la chicha de maíz tiene dos variantes. En la zona de Tarata es común la elaboración de chicha de maíz a base de maíz germinado llamado localmente "guagapo", que da una chicha de apariencia amarillenta. En la provincia de Candarave en cambio, a causa del tipo de maíz y la elaboración, la chicha es de apariencia blanquecina.
Destacan también en la gastronomía regional la huatia, choclo con queso, pastel de choclo, melcocha, sopaipilla, marraqueta y el macerado de damasco.

### Turismo
Tacna cuenta con productos turísticos operados por agencias de viajes registradas ante Mincetur, estos circuitos fueron desarrollados a partir de la década de 1970.

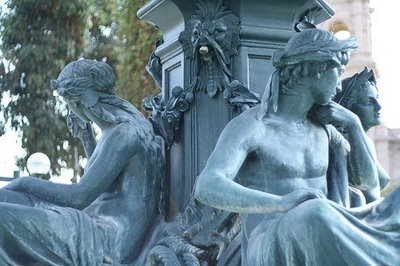
Pila ornamental de Tacna.

- Circuito Turístico Tarata - Ticaco: El circuito fue desarrollado en el año 2007, por David Rendón, cooperación Suiza y la Municipalidad provincial de Tarata, desde entonces Tarata cuenta con un producto operativo y de fácil acceso, comprende desde el mirador La Apacheta, pasando por la iglesia antigua de Tarucachi, la plaza de Tarata, el museo municipal, la iglesia, Camino Inka, Puente Chacavira, sitio arqueológico de Santa María, las Cuevas de Qala Qala, y los baños termales de Ticaco.

- City Tour y Alto de la Alianza (Años 80 por las agencias de viajes):

Comprende el centro Histórico de Tacna, es principalmente peatonal por históricas casonas de ilustres personajes como Zela y Jorge Basadre. Se visita además la Pila Ornamental, en Arco Parabólico, y la iglesia catedral de Tacna, el Museo Ferroviario y luego enrumba al Alto de la Alianza donde se desarrolló la batalla de Tacna. También se puede visitar el monumento a los soldados que combatieron en la guerra del Pacífico en el museo ubicado en el Alto de la Alianza.
- Tour litoral o costanero: Desarrollado en los años 90 a iniciativa del arqueólogo Jesús Gordillo Vegazo junto a los estudiantes de turismo de la Universidad Privada de Tacna. Su primera parada es en la quebrada de Burros, camino Inka del litoral, el Reloj Solar, Punta San Pablo, puerto Grau, los humedales de Ite y como opcional se puede llegar hasta los petroglifos de Punta Picata.

- Tour Valle viejo Miculla

Tacna cuenta con información turística que puede ser proporcionada por Iperú, Información y Asistencia al Turista en el centro de la ciudad, por DIRCETUR (Dirección regional Tacna), la Cámara Regional de Turismo de Tacna o por agencias de viajes y turismo privadas, generalmente ubicadas en la ciudad capital de región (Tacna).
La Dirección Regional de Comercio Exterior y Turismo tiene aprobados para el servicio al turista circuitos y corredores Turísticos en la ciudad y en las zonas rurales.
Asimismo la región Tacna cuenta con una variada oferta hotelera en la ciudad y en algunas zonas del interior. En algunos casos, municipios distritales de la serranía cuentan con hoteles administrados por sus respectivas comunas, como es el caso de Candarave, Talabaya, Ilabaya, Estique, entre otros. En otros casos también se encuentran hospedajes privados, como en el caso de Tarata, Calientes, Locumba, etc. La actividad turística en los pueblos alejados de la ciudad capital solía limitarse a las festividades importantes de cada pueblo, en los últimos tiempos esto ha variado.
Algunas agencias de turismo ofrecen el tour Tacna-Valle Viejo-Miculla-Calientes. Que inicia en la ciudad de Tacna recorriendo los pueblos aledaños al río Caplina hasta llegar a los petroglifos de Miculla, y de ahí hacia los baños termales de Calientes en el distrito de Pachía.
Dentro de la ciudad de Tacna también se pueden observar los principales edificios coloniales y republicanos de la ciudad, reunidos en el centro histórico de Tacna.
El litoral tacneño sólo cuenta con hospedajes en los poblados de Boca del río e Ite. Ite cuenta con un sistema de humedales, también llamados pantanos, formados en la desembocadura del río Locumba. En la zona de Los Palos, existen también un grupo de casas administradas por el Municipio provincial de Tacna, que se dan en alquiler a turistas.
Asimismo en las zonas andinas de difícil acceso como Camilaca y Cairani (provincia de Candarave), es posible apreciar el estilo de vida de las comunidades aimaras, etnia cuyo patrimonio cultural fue incluido dentro de la Lista representativa del Patrimonio Cultural Inmaterial de la Humanidad de la Unesco.